# Liste der Kurorte in Österreich
In dieser Liste sind Kurorte in Österreich verzeichnet, die sich im geschäftlichen Verkehr auf Grund einer staatlichen Anerkennung als Kurort so bezeichnen dürfen und in denen ein Kurbetrieb stattfindet.
Unter Kurorten werden in Österreich örtlich genau bezeichnete Gebiete verstanden, in denen behördlich anerkannte Heilvorkommen oder Heilfaktoren ortsgebunden genutzt werden und in denen die hierfür erforderlichen Kureinrichtungen vorhanden sind. Der Begriff „Gebiet“ ist nicht im verwaltungsrechtlichen Sinn eingeschränkt auf die Grenzen einer Ortsgemeinde oder deren Ortschaften, sondern im naturwissenschaftlichen Sinn nach der Geologie, Gewässerkunde und Geografie zu verstehen.
Die Anerkennung als Kurort, Heilklimatischer Kurort und Luftkurort erfolgt in Österreich durch die jeweils zuständige Behörde auf Grund des im jeweiligen Bundesland geltenden Landesgesetzes (siehe Weblinks).
Bei der Anerkennung sind das Kurgebiet (Kurbereich), sowie der Name und die Bezeichnung des Kurortes zu bestimmen, sowie die Bedingungen und Auflagen vorzuschreiben, die nach den Erkenntnissen der medizinischen Wissenschaft zur Sicherstellung eines einwandfreien Kurbetriebes erforderlich sind.
Der traditionsreiche österreichischen Kurort Baden bei Wien ist 2021 mit acht weiteren europäischen Kurorten unter dem Titel Great Spa Towns of Europe in das UNESCO-Welterbe aufgenommen worden.

## Liste der Kurorte
| Kurort                        | Land             | Bezeichnung (Kennzeichnung)                                                            | Anerkennung          |
| ----------------------------- | ---------------- | -------------------------------------------------------------------------------------- | -------------------- |
| Aflenz                        | Steiermark       | Heilklimatischer Kurort                                                                | 1920                 |
| Altaussee                     | Steiermark       | Luftkurort                                                                             | 1906                 |
| Althofen                      | Kärnten          | Heilklimatischer Kurort                                                                | 1977                 |
| Aspach                        | Oberösterreich   | Luftkurort                                                                             | 1974                 |
| Baden (bei Wien)              | Niederösterreich | Heilbad (Heilquelle), Thermalbad, Schwefel, Luftkurort                                 | historisch 1903 1969 |
| Bad Bleiberg                  | Kärnten          | Heilbad (Heilquelle), Akratothermalwasser, Heilstollen                                 | 1978 2010            |
| Bad Blumau                    | Steiermark       | Heilbad (Heilquelle), Therme                                                           | 2001                 |
| Bad Deutsch-Altenburg         | Niederösterreich | Heilbad (Heilquelle), Thermalbad, Jod-Schwefel                                         | historisch           |
| Bad Eisenkappel               | Kärnten          | Heilbad (Heilquelle), Thermalbad, Luftkurort                                           | 1981                 |
| Bad Gastein                   | Salzburg         | Heilbad (Heilquelle), radonhaltige Akratotherme, Thermalbad, Heilstollen               | historisch 1961      |
| Bad Gleichenberg              | Steiermark       | Heilbad (Heilquelle)                                                                   | 1908                 |
| Bad Hofgastein                | Salzburg         | Heilbad (Heilquelle), radonhaltige Akratotherme, Thermalbad                            | historisch           |
| Bad Goisern                   | Oberösterreich   | Heilbad (Heilquelle), Luftkurort                                                       | 1931 1931 1964       |
| Bad Hall                      | Oberösterreich   | Heilbad (Heilquelle), Sole                                                             | 1964                 |
| Bad Häring                    | Tirol            | Heilbad (Heilquelle)                                                                   | 1996                 |
| Bad Ischl                     | Oberösterreich   | Heilbad (Heilquelle), Sole                                                             | historisch 1960      |
| Bad Kleinkirchheim            | Kärnten          | Heilbad (Heilquelle), Akratothermalwasser                                              | 1977                 |
| Bad Kreuzen                   | Oberösterreich   | Heilbad (Heilquelle)                                                                   |                      |
| Bad Leonfelden                | Oberösterreich   | Heilbad (Heilpeloid)                                                                   | 1961                 |
| Bad Loipersdorf               | Steiermark       | Heilbad (Heilquelle), Therme                                                           | 2019                 |
| Bad Mitterndorf               | Steiermark       | Heilbad (Heilquelle), Akratothermalwasser, Moorbad (Heilmoor), Heilklimatischer Kurort | 2002                 |
| Bad Pirawarth                 | Niederösterreich | Heilbad (Heilquelle),                                                                  | 1908 2005            |
| Bad Radkersburg               | Steiermark       | Heilbad (Heilquelle), Therme                                                           | 1975 2005            |
| Bad Sauerbrunn                | Burgenland       | Heilbad (Heilquelle)                                                                   | 1910                 |
| Bad Schallerbach              | Oberösterreich   | Heilbad (Heilquelle)                                                                   | 1963                 |
| Bad Schönau                   | Niederösterreich | Heilbad (Heilquelle)                                                                   | 1973                 |
| Bad Schwanberg                | Steiermark       | Heilbad (Heilmoor)                                                                     | 2019                 |
| Bad Tatzmannsdorf             | Burgenland       | Heilbad (Heilquelle)                                                                   | 1995                 |
| Bad Vigaun                    | Salzburg         | Heilbad (Heilquelle), Therme                                                           | 2001                 |
| Bad Vöslau                    | Niederösterreich | Heilbad (Heilquelle), Akratothermalwasser                                              | historisch           |
| Bad Waltersdorf               | Steiermark       | Heilbad (Heilquelle), Akratothermalwasser                                              | 2006                 |
| Bad Wimsbach-Neydharting      | Oberösterreich   | Moorbad                                                                                | 1951                 |
| Bad Zell                      | Oberösterreich   | Heilbad (Heilquelle), kaltes radonhaltiges Heilwasser                                  | 1976                 |
| Dellach im Drautal            | Kärnten          | Luftkurort, Speleotherapie                                                             | 1965                 |
| Fischbach                     | Steiermark       | Höhenluftkurort                                                                        | 2003                 |
| Fresach                       | Kärnten          | Luftkurort                                                                             | 1975                 |
| Gallspach                     | Oberösterreich   | Luftkurort                                                                             | 1961                 |
| Galtür                        | Tirol            | Luftkurort                                                                             | 1997                 |
| Gars am Kamp                  | Niederösterreich | Luftkurort                                                                             | 2003                 |
| Gmunden                       | Oberösterreich   | Luftkurort                                                                             | 1964                 |
| Großpertholz                  | Niederösterreich | Moorbad                                                                                | 1983                 |
| Gröbming                      | Steiermark       | Heilklimatischer Kurort                                                                | 2014                 |
| Grundlsee                     | Steiermark       | Luftkurort                                                                             | 2017                 |
| Harbach                       | Niederösterreich | Moorbad                                                                                | 1982                 |
| Krakau                        | Steiermark       | Luftkurort                                                                             | 2003                 |
| Kötschach-Mauthen             | Kärnten          | Heilklimatischer Kurort                                                                | 1976                 |
| Laßnitzhöhe                   | Steiermark       | Luftkurort                                                                             | 2006                 |
| Litschau                      | Niederösterreich | Luftkurort                                                                             | 2004                 |
| Mallnitz                      | Kärnten          | Heilklimatischer Kurort                                                                | 1976                 |
| Millstatt                     | Kärnten          | Heilklimatischer Kurort                                                                | 1979                 |
| Mönichkirchen                 | Niederösterreich | Heilklimatischer Kurort, Höhenklima                                                    | 1967                 |
| Obervellach                   | Kärnten          | Luftkurort                                                                             | 1975                 |
| Pörtschach am Wörther See     | Kärnten          | Badeort, Luftkurort                                                                    | historisch           |
| Puchberg am Schneeberg        | Niederösterreich | Heilklimatischer Kurort, Höhenklima                                                    | 1964                 |
| Ramsau am Dachstein           | Steiermark       | Luftkurort                                                                             | 2004                 |
| Reichenau an der Rax          | Niederösterreich | Heilklimatischer Kurort                                                                | 1928                 |
| Sankt Radegund bei Graz       | Steiermark       | Heilklimatischer Kurort                                                                | 1908                 |
| Sankt Veit im Pongau          | Salzburg         | Heilklimatischer Kurort                                                                | 1989                 |
| Seeboden am Millstätter See   | Kärnten          | Luftkurort                                                                             | 1986                 |
| Semmering                     | Niederösterreich | Heilklimatischer Kurort                                                                | historisch           |
| St. Wolfgang im Salzkammergut | Oberösterreich   | Luftkurort                                                                             | 1971                 |
| Warmbad Villach               | Kärnten          | Heilbad (Heilquelle), Akratothermalwasser, Thermalbad                                  | historisch           |
| Weißensee                     | Kärnten          | Heilklimatischer Kurort                                                                | 1979                 |
| Windischgarsten               | Oberösterreich   | Luftkurort                                                                             | 1964                 |
| Weyer                         | Oberösterreich   | Luftkurort                                                                             | 2008                 |
| Wolfsegg am Hausruck          | Oberösterreich   | Luftkurort                                                                             | 1965                 |
| Zell am See                   | Salzburg         | Luftkurort                                                                             | 1961                 |

Als historische Kurorte werden jene Bade- und Kurorte, sowie Sommerfrischen angesehen, die vor Inkrafttreten des Bundesgesetzes vom 21. März 1930 über die grundsätzliche Regelung des Heilquellen- und Kurortewesens (Heilquellen- und Kurortegesetz), BGBl.Nr. 88/1930 bereits bestanden haben oder deren Kurstatut behördlich anerkannt war (vgl. § 4 Abs (6) leg.cit.), sowie entsprechende Übergangsbestimmungen in den Ausführungsgesetzen der Bundesländer.

## Fotos

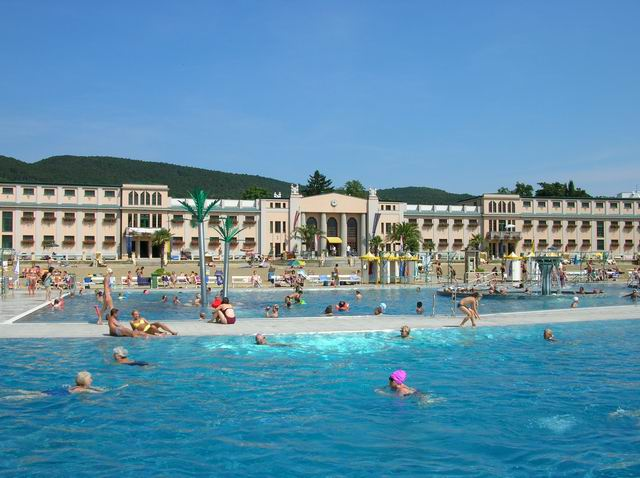
Thermalstrandbad in Baden bei Wien in Niederösterreich, größter und ältester Kurort in Österreich
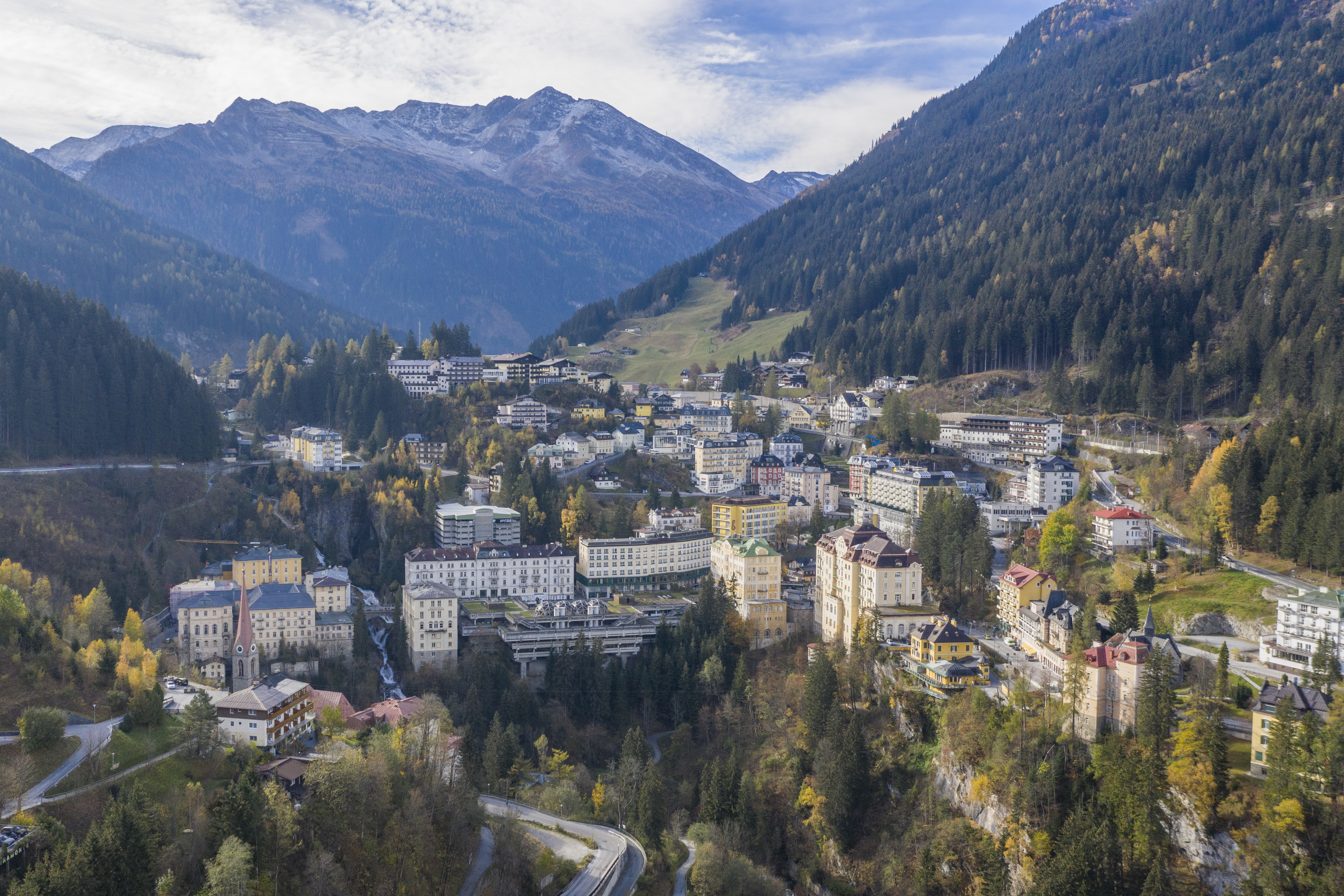
Bad Gastein, Kur- und Kongressort in Salzburg, Beispiel für Kurarchitektur
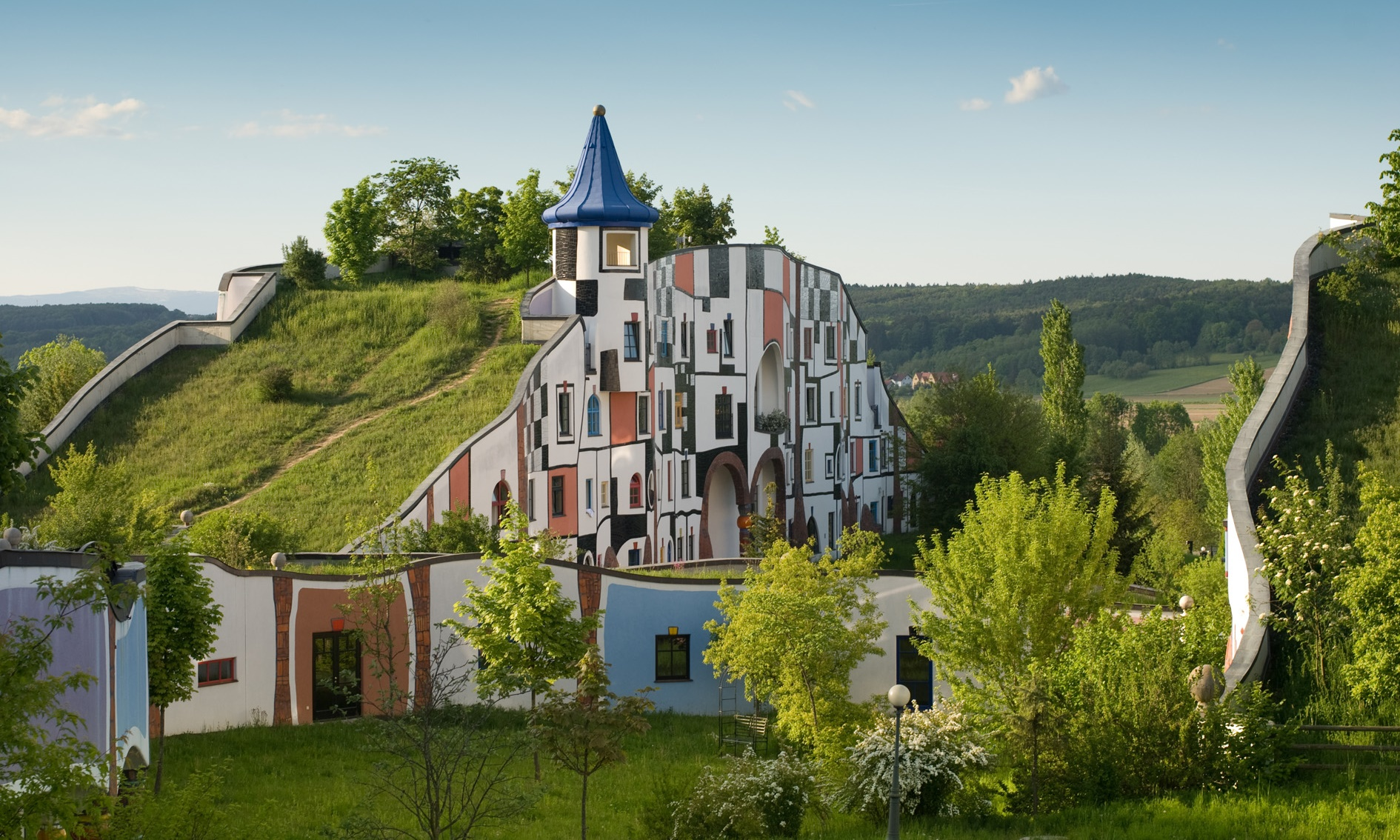
Rogner-Therme in Bad Blumau, Beispiel für Bäderarchitektur